# Шиманская, Вера Владимировна
Вера Владимировна Шиманская (10 апреля 1981, Москва, РСФСР, СССР) — российская гимнастка. Олимпийская чемпионка 2000 года. Студентка РГУФК. Выступала за МГФСО. В сборную России входила в 1996—2001.

## Спортивные достижения
- Заслуженный мастер спорта 2000
- Чемпионка Олимпийских игр 2000 в групповых упражнениях
- Чемпионка мира 1998, 1999
- Чемпионка Европы 2001

## Прочие достижения
- Награждена Почетным Знаком «За заслуги в развитии физической культуры и спорта» 2001
- Кавалер ордена дружбы 2001